# یانگ کیم
یانگ او. کیم (متولد کیم یونگ اوک، ۱۸ اکتبر ۱۹۶۲) سیاستمدار آمریکایی است که از سال ۲۰۲۱ نماینده حوزه ۳۹ کنگره ای کالیفرنیا است. او پیشتر از سال ۲۰۱۴ تا ۲۰۱۶ به عنوان نماینده مجلس ایالتی کالیفرنیا از حوزه ۶۵ام کار کرد. او عضو حزب جمهوری‌خواه، و حوزه وی شامل قسمت‌های شمالی شهرستان اورنج بود. وی اولین زن جمهوری‌خواه کره ای - آمریکایی است که به قوه مقننه ایالتی کالیفرنیا انتخاب شده‌است.
در سال ۲۰۱۸، کیم نامزد حزب جمهوری‌خواه در حوزه ۳۹ کنگره ای کالیفرنیا بود. او در انتخابات عمومی از گیل سیسنروس دموکرات شکست خورد. او مجدداً در انتخابات سال ۲۰۲۰ با او روبرو و این بار پیروز شد.